# Syrbula
Syrbula es un género de saltamontes perteneciente a la subfamilia Gomphocerinae de la familia Acrididae, y está asignado a la tribu Amblytropidiini. Este género se distribuye en Estados Unidos, México y Centroamérica.

## Especies

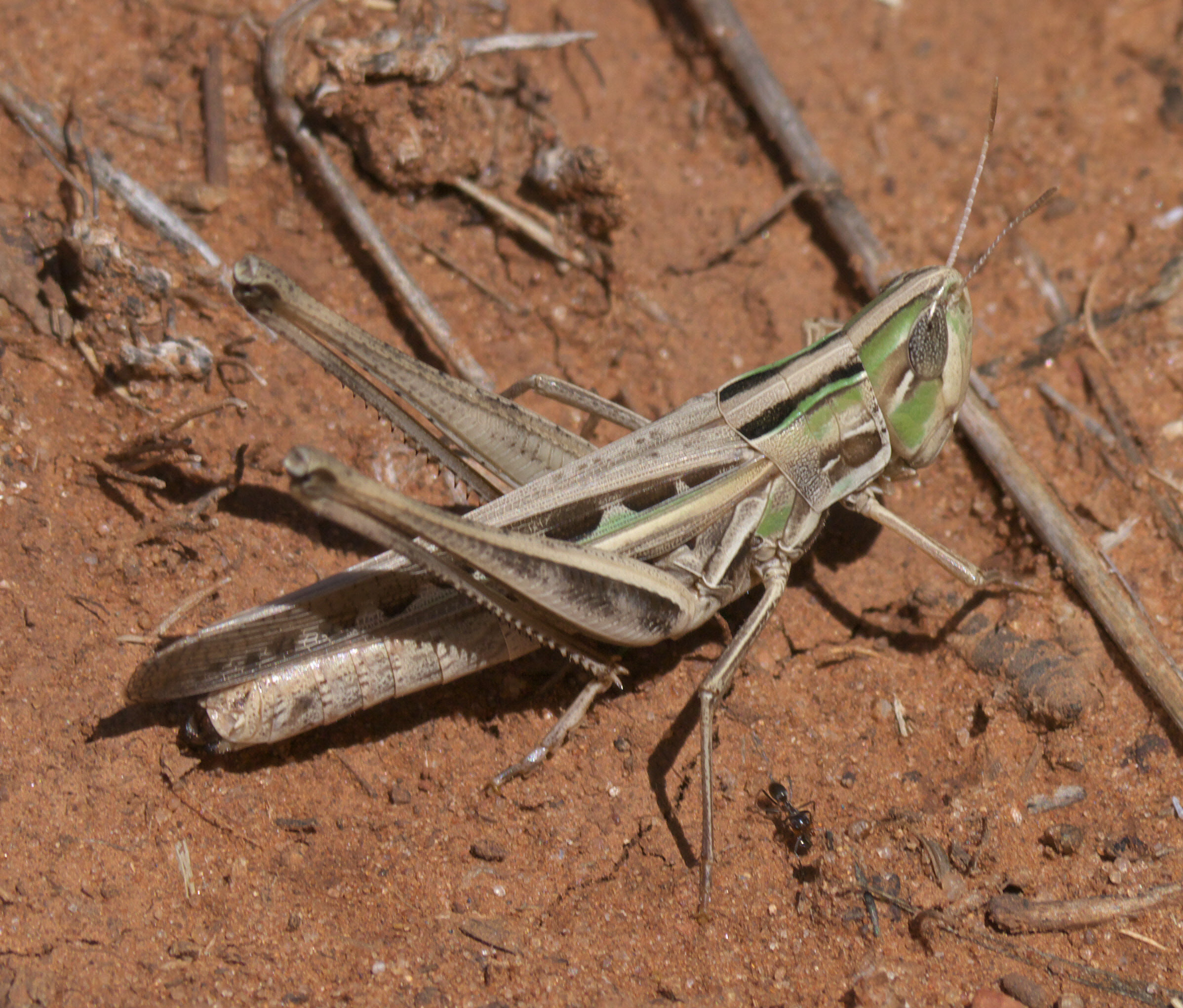
Syrbula admirabilis

Las siguientes especies pertenecen al género Syrbula:
- Syrbula admirabilis (Uhler, 1864)
- Syrbula festina Otte, 1979
- Syrbula montezuma (Saussure, 1861)